# Weird - La storia di Al Yankovic
Weird - La storia di Al Yankovic (Weird: The Al Yankovic Story) è un film del 2022 diretto da Eric Appel.
La pellicola, sceneggiata dallo stesso "Weird Al" Yankovic, è una biografia satirica della vita del cantante.

## Trama
Alfred Yankovic è un bambino considerato "strano" dai suoi stessi genitori e amici per la sua passione nel cambiare i testi alle canzoni, creando delle parodie. A sette anni inizia a prendere lezioni di fisarmonica diventando un bimbo prodigio, ma il padre gli proibisce di creare le parodie e gli distrugge lo strumento. Il rapporto tra padre e figlio così si incrina. Anni dopo, Alfred va al college. Un giorno, mentre sta preparando un panino con la mortadella, ha una illuminazione e scrive My Bologna, parodia di My Sharona degli Knack. La canzone viene apprezzata dai suoi compagni di corso e registrata all'interno di un bagno per poi essere mandata in radio, riscuotendo un certo successo. Il talento di Alfred viene notato dal Dr Demento, uno speaker radiofonico con un programma in cui lancia nuovi talenti "bizzarri". Dr Demento prende Alfred sotto la sua custodia consigliandogli di prendere come nome d'arte "Weird Al".
Da qui, parte quindi la carriera di Alfred, che inizia a scrivere le sue parodie, tra cui Another One Rides the Bus, parodia di Another One Bites the Dust dei Queen, diventando così famoso. Il Dr Demento però gli suggerisce di scrivere anche canzoni originali e non solo parodie. Alfred inizialmente rifiuta ma, dopo una esperienza mistica data dall'assunzione di LSD, offertogli di nascosto dal Dr Demento, scrive una canzone completamente originale, intitolata Eat it. La canzone è un successo e attira l'attenzione della cantante Madonna, la quale lo seduce e cerca di convincerlo a scrivere una parodia della sua canzone Like a Virgin. Ma nel frattempo, Eat it viene parodiata da Michael Jackson, che crea la sua Beat it, confondendo in questo modo il pubblico che crede che la parodia sia l'originale e viceversa. Frustrato da questa vicenda, Alfred si dà all'alcolismo.
Dopo aver rischiato di morire in un incidente d'auto, accetta infine di scrivere la parodia di Madonna, che nel frattempo è diventata la sua ragazza, scrivendo così Like a Surgeon. Anche se la canzone è un successo, l'influenza di Madonna è deleteria per Alfred, che tratta male i membri della sua band, si ubriaca durante l'esibizione e viene arrestato. Una volta rilasciato, Madonna viene rapita da Pablo Escobar. Alfred quindi vola in Colombia a salvarla e scopre che il rapimento era un modo per attirarlo lì e fargli suonare una canzone al compleanno di Escobar. Alfred si rifiuta e viene così coinvolto in uno scontro a fuoco, in cui si ritrova a dover sterminare tutta la banda, compreso Escobar stesso. Invece di tornare a casa con lui, Madonna cerca di convincere Alfred a lasciare l'industria della musica e di prendere possesso insieme a lei dell'impero della droga lasciato da Escobar, ma Alfred rifiuta avendo capito che la ragazza ha una cattiva influenza su di lui.
Alfred torna quindi a casa e si riconcilia con suo padre, il quale gli rivela che in gioventù è stato un Amish. Da qui, Alfred prende ispirazione per scrivere la sua Amish Paradise, parodia di Gangsta's Paradise di Coolio. Grazie a questa canzone, Alfred vince un premio ambizioso. Il film termina nel momento in cui Alfred sta ricevendo il premio sul palco, ma viene preso di mira da un cecchino mandato da Madonna che, nascosto tra il pubblico, gli spara in testa. Durante i titoli di coda c'è una scena aggiuntiva in cui Madonna si reca sulla sua tomba e la mano di Alfred spunta fuori dal terreno come quella di uno zombie e la afferra.

## Produzione
Le riprese si sono svolte a Los Angeles tra il 10 febbraio e l'8 marzo 2022.

## Promozione
Il primo trailer del film è stato pubblicato il 29 agosto 2022.

## Distribuzione
La prima di Weird - La storia di Al Yankovic è avvenuta l'8 settembre 2022 in occasione del Toronto International Film Festival e successivamente il film sarà reso disponibile su Roku Cannel dal 4 novembre dello stesso anno. In Italia è stato trasmesso direttamente in varie piattaforme streaming nel 2024.

## Riconoscimenti
- 2023 – Premio Emmy[7]
  - Migliore film per la televisione
  - Candidatura per il migliore attore protagonista in una miniserie o film a Daniel Radcliffe
- 2023 – Critics' Choice Awards[8]
  - Miglior attore protagonista in una miniserie o film TV a Daniel Radcliffe
  - Candidatura per miglior film TV